# Elenco de Mulheres Apaixonadas
Esta é a lista do elenco de Mulheres Apaixonadas, telenovela brasileira produzida pela TV Globo e exibida originalmente de 17 de fevereiro a 10 de outubro de 2003.
Uma curiosidade sobre a protagonista Helena. Christiane Torloni estava escalada para ser a vampira "Mina" em "O Beijo do Vampiro", que estreou em 26 de agosto de 2002, porém a atriz acabou sendo remanejada para "Mulheres Apaixonadas", deixando o papel para Claudia Raia.

## Elenco
| Intérprete          | Personagem                               |
| ------------------- | ---------------------------------------- |
| Christiane Torloni  | Helena Moraes Ribeiro Alves              |
| José Mayer          | Dr. César Andrade de Melo                |
| Tony Ramos          | Teófilo Ribeiro Alves (Téo)              |
| Giulia Gam          | Heloísa Moraes Vasconcelos               |
| Marcello Antony     | Sérgio Vasconcelos                       |
| Helena Ranaldi      | Raquel de Almeida Trindade               |
| Dan Stulbach        | Marcos Soares Mendonça                   |
| Susana Vieira       | Lorena Ribeiro Alves                     |
| Carolina Dieckmmann | Edwiges Batista                          |
| Erik Marmo          | Cláudio Gonzaga Moretti                  |
| Camila Pitanga      | Drª. Luciana Rodrigues Ribeiro Alves     |
| Rodrigo Santoro     | Diogo Ribeiro Alves Nogueira             |
| Regiane Alves       | Dóris de Souza Duarte                    |
| Vanessa Gerbelli    | Fernanda Machado Oliveira                |
| Vera Holtz          | Profª. Santana Gurgel                    |
| Lavínia Vlasak      | Estela de Azevedo Franco                 |
| Nicola Siri         | Padre Pedro Vicenza                      |
| Marcos Caruso       | Carlos de Souza Duarte (Carlão)          |
| Martha Mellinger    | Irene Duarte                             |
| Oswaldo Louzada     | Leopoldo Duarte                          |
| Carmen Silva        | Flora de Souza Duarte                    |
| Maria Padilha       | Hilda Moraes Sampaio Vianna              |
| Eduardo Lago        | Leandro Sampaio Vianna                   |
| Carolina Kasting    | Drª. Laura Medeiros                      |
| Palomma Duarte      | Marina Gonzaga Lobo                      |
| Natália do Vale     | Silvia Gonzaga Lobo                      |
| Cláudio Marzo       | Rafael Nogueira                          |
| Júlia Almeida       | Vida Ribeiro Alves Nogueira (Vidinha)    |
| Leonardo Miggiorin  | Rodrigo Andrade de Melo                  |
| Pitty Webo          | Márcia Andrade de Melo (Marcinha)        |
| Pedro Furtado       | Frederico Lisboa (Fred)                  |
| Regina Braga        | Ana Batista                              |
| Umberto Magnani     | Argemiro Batista                         |
| Rafael Calomeni     | Expedito Batista                         |
| Carol Castro        | Maria da Graça Pereira (Gracinha)        |
| Serafim Gonzalez    | Dr. Onofre Moretti                       |
| Marly Bueno         | Marta Gonzaga Moretti                    |
| Roberta Gualda      | Paula Arruda (Paulinha)                  |
| Tião d'Ávila        | Oswaldo Arruda                           |
| Alinne Moraes       | Clara Brummer Resende                    |
| Paula Picarelli     | Rafaela Alvarez                          |
| Manoelita Lustosa   | Inês Machado Oliveira                    |
| Paulo Coronato      | Caetano dos Santos                       |
| Renata Pitanga      | Shirley                                  |
| Guilhermina Guinle  | Rosa dos Santos (Rosinha)                |
| Xuxa Lopes          | Leila Vieira                             |
| Elisa Lucinda       | Pérola Rodrigues                         |
| Laércio de Freitas  | Maestro Ataulfo Rodrigues                |
| Daniel Zettel       | Carlos de Souza Duarte Filho (Carlinhos) |
| Giselle Policarpo   | Elisa Moraes Sampaio Vianna              |
| Walderez de Barros  | Alzira Vicenza                           |
| Sônia Guedes        | Matilde Andrade de Melo                  |
| Paulo Figueiredo    | Afrânio Gonzaga Lobo                     |
| Joana Medeiros      | Eleonora Lisboa                          |
| Laura Lustosa       | Margareth Brummer Resende                |
| Roberta Rodrigues   | Zilda                                    |
| Lica Oliveira       | Profª. Adelaide Olivieri                 |
| Roberto Frota       | Prof. Herculano Lobato (Lobato)          |
| Sheila Mattos       | Celeste Pereira                          |
| Tila Teixeira       | Tereza                                   |
| Cristina Fagundes   | Wilma Garcia                             |
| Arlete Heringer     | Yvone                                    |
| Bruna Marquezine    | Salete Machado Oliveira                  |
| Victor Cugula       | Lucas Ribeiro Alves                      |

### Participações especiais
| Intérprete            | Personagem |
| --------------------- | --- |
| Reynaldo Gianecchini  | Ricardo (rapaz que se interessa por Lorena no final, amigo de Diogo)                                               |
| Cris Bonna            | Isabel Andrade de Melo (falecida esposa de César e mãe de Rodrigo e Marcinha)                                      |
| Zé Carlos Machado     | Marcelo Duarte (pai de Fred e ex-marido de Leonora)                                                                |
| Igor Cotrim           | Romeu |
| Marco Antonio Gimenez | Padre Olavo |
| Fábio Junqueira       | Dr. Marcondes |
| Marcius Melhem        | Otávio Alba |
| Murilo Elbas          | Djalma Garcia |
| Hylka Maria           | Cleide |
| Giovanna de Toni      | Telma |
| Diego Gonçalves       | Jairo (filho de Pérola e Ataulfo)                                                                                  |
| Edson Silva           | Kleber |
| Octávio Mendes        | Dr. Edgar (médico que atende Heloísa perto dos últimos capítulos)                                                  |
| Esther Jablonski      | Psicóloga de Santana                                                                                               |
| Beatriz Lyra          | Amiga de Marta |
| Caco Baresi           | Orlando Pereira |
| Waldir Gozzi          | Prof. Luigi |
| André Bicudo          | Prof. Lacerda |
| Bruno Padilha         | Dr. Miguel Stein (médico colega de Luciana na clínica, apaixonado por Tereza)                                      |
| Luciele di Camargo    | Dirce(funcionária do Hotel Leblon)                                                                                 |
| Andréa Bassit         | Marli Silveira |
| Eduardo Estrela       | Amadeu |
| Priscila Dias         | Sônia |
| Wilson Cardozo        | Jeremias |
| Ildecélia Santos      | Maria |
| Marise Gonçalves      | Cândida |
| Fabiana Karla         | Célia (empregada de Lorena)                                                                                        |
| Luca Bianchi          | Alcides (barman no Nick Bar e também funcionário do Hotel Leblon. Amigo de Fernanda, por quem tem certo interesse) |
| Sylvio Meanda         | Eugênio(assistente de Estela e seu melhor amigo)                                                                   |
| Maria Clara Gueiros   | Cecília |
| Luciana Rigueira      | Odete |
| Vanessa Bueno         | Daniele |
| Isabela Lobato        | Maria |
| Marcelo Escorel       | Nestor |
| Cyria Coentro         | Roberta |
| Sérgio Stern          | Funcionário do aeroporto onde Sérgio e Heloísa discutem                                                            |
| Pedro Kosowski        | Beto (namorado de Elisa)                                                                                           |
| Juliana Didone        | Luísa |
| Vera Freitas          | Sandra |
| Assayo Horisawa       | Chica |
| Alessandra Colasanti  | Rebeca |
| Beta Perez            | Simone |
| Carla Souza Lima      | Carlota |
| Carol Monaan          | Cristina |
| Christiane Alves      | Drª Natália |
| Frederico Lessa       | Antônio |
| Guilherme Caillaux    | Reizinho |
| Ronaldo Reis          | Robson |
| Sandra Hansen         | Mirtes(funcionária do Hotel Leblon)                                                                                |
| Juliana Mesquita      | Renatinha |
| Javier Gomez          | amante mexicano de Helena no início da trama(ela o conhece numa viagem ao México)                                  |
| Joyce de Oliveira     | amiga de Alzira |
| João Junior           | Martins(porteiro do prédio onde mora Raquel)                                                                       |
| Juliana Liñares       | Adriana |
| Lucas Margutti        | Railson |
| Renata Mello          | Nair |
| Rogério Falabella     | Dr. Alfredo |
| David Herman          | Roberto(pai de Clara e marido de Margareth, com quem vive uma relação conturbada)                                  |